# Beziehungen zwischen der Demokratischen Republik Kongo und Portugal
Die Beziehungen zwischen der Demokratischen Republik Kongo und Portugal umfassen die bilateralen Beziehungen zwischen der Demokratischen Republik Kongo (DR Kongo) und der Republik Portugal. Die Länder unterhalten seit 1960 diplomatische Beziehungen eingegangen.
Die Beziehungen gelten als gut, haben jedoch im Verlauf der innenpolitischen Krisen der DR Kongo an Nähe verloren. So ist der bilaterale Handel rückläufig, die portugiesische Gemeinde in der DR Kongo ist nahezu verschwunden, und auch politisch sind die Beziehungen zurückgegangen und bestehen inzwischen immer weniger in direkten Kontakten und reduzieren sich vermehrt auf multilaterale Organisationen, insbesondere die UNO-Organisationen.
Auf zivilgesellschaftlicher Ebene blieben dagegen etwas mehr Kontakte, sowohl im Kulturaustausch als auch durch Portugiesen im Kongo, meist Ärzte, die für portugiesische Organisationen wie die Assistência Médica Internacional (AMI) oder internationale wie die Ärzte ohne Grenzen in der DR Kongo tätig sind.
Historisch sind sowohl die kongolesisch-portugiesischen Beziehungen nach der Ankunft portugiesischer Seefahrer als erste Europäer am Kongo im 15. Jahrhundert als auch die Nachbarschaft zu den portugiesischen Kolonien Angola und Cabinda bis 1975 von Bedeutung, aus der sich immer wieder die verschiedensten Berührungspunkte ergaben.
Bis 1966 war die Stadt Lubumbashi als Élisabethville nach der portugiesischen Prinzessin Elisabeth Gabriele in Bayern benannt, die 1900 den späteren belgischen König Albert I. geheiratet hatte.

## Geschichte

### Bis 1900

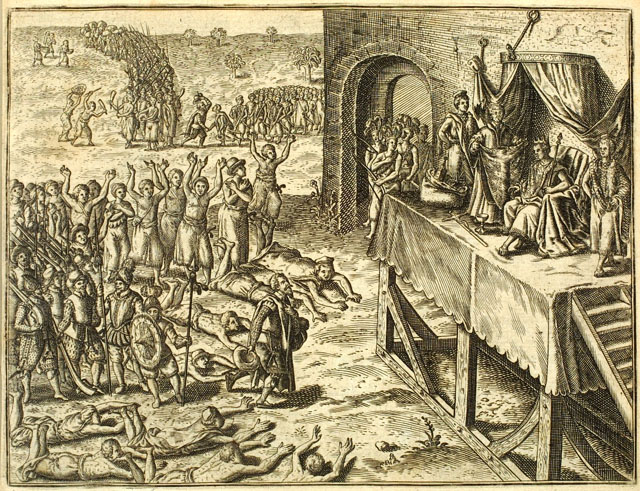
Der Mani-Kongo João I. gewährt 1482 portugiesischen Seefahrern und Emissären um Diogo Cão eine Audienz. Radierung von Johann Theodor de Bry im Buch Índias Orientais, 1597.

Im Jahr 1482 erreichte der portugiesische Seefahrer Diogo Cão als erster Europäer die Kongo-Mündung. 1489 kam die erste portugiesische Gesandtschaft an den Hof des Königreichs Kongo in der Hauptstadt M’banza Kongo. König Nzinga als amtierender Mani-Kongo schickte im Gegenzug einen Gesandten nach Portugal. Sein steigendes Interesse an Portugal zeigte sich u. a. 1491, als er sich von portugiesischen Missionaren taufen ließ und fortan D. João I. hieß. Portugal unterstützte ihn danach mit militärischer Hilfe, und das Königreich Kongo baute seine regionale Vormachtstellung zunächst aus.
Nach dem Tod von João I. entbrannte ein Machtkampf zwischen dem christlichen Thronanwärter Mwemba und dem traditionell-animistischen Mpanzu, der ihm den Thron streitig machte, ihm jedoch in den folgenden Auseinandersetzungen („Schlacht von M'banza Kongo“) unterlag. So wurde Mwemba 1506 als D. Afonso I. Herrscher des Kongoreiches und baute die guten kongolesisch-portugiesischen Beziehungen weiter aus. Nach anfänglichen Erfolgen zeigte sich Afonso jedoch enttäuscht von den Beziehungen, als er sich trotz anderslautenden portugiesischen Absichtserklärungen nicht in vollem Umfang als gleichwertiger Partner ernst genommen sah. 1526 verwies er alle portugiesischen Offiziellen seines Reiches.
Nach Afonsos Tod 1543 folgte dessen Enkel als D. Diogo I. auf den Thron, der 1546 wieder portugiesische Missionare ins Land ließ. Auch unter seinem Nachfolger D. Álvaro I. blieb das Kongoreich von Portugal abhängig, vor allem nach dem Angriff der Jaga 1569, den das Kongoreich nur durch portugiesische Hilfe abwehren konnte. In der Folge endete die formelle Gleichheit der Königreiche, und Kongo wurde ein tributpflichtiger Vasallenstaat Portugals.
Der von lokalen portugiesischen Händlern zunehmend forcierte Sklavenhandel entvölkerte und destabilisierte das Königreich Kongo unter seinem König D. Álvaro II. immer weiter. Nach dessen Tod 1614 kam D. Álvaro III. auf den kongolesischen Thron, unter dem die innere Unsicherheit durch Aufstände und Rebellionen noch weiter zunahm. Ab 1641 versuchte Kongos neuer König D. Garcia II. sich dem ausufernden Sklavenhandel und der immer umfassenderen portugiesischen Vorherrschaft zu erwehren. Portugal, das selbst um seine erst 1640 neu erlangte Unabhängigkeit in seinem Restaurationskrieg (1640–1668) kämpfte und sich hier den Anstürmen vor allem der Niederländer auf seine Kolonien erwehrte, reagierte mit zunehmenden Übergriffen und Vertragsbrüchen, bis 1665 der amtierende König D. António I. alle Verträge mit dem Königreich Portugal beendete und Gebiete zurückverlangte, die inzwischen unter direkte portugiesischer Kontrolle gekommen waren. Der von portugiesischer Seite forcierte Konflikt, der auf weitere Gebietsgewinne und den Zugang zu den kongolesischen Kupferminen abzielte, endete am 29. Oktober 1665 mit der Schlacht von Ambuila. Die Portugiesen blieben siegreich und das Königreich Kongo zerfiel nun.
Unter Dona Beatriz Kimpa Vita erfolgte ein Versuch zur Wiederbelebung eines eigenständigen Kongoreiches, sie wurde jedoch 1706 festgesetzt und auf Befehl des kongolesischen Königs Pedro IV. hingerichtet. Ein nominell unabhängiges und halbwegs handlungsfähiges Königreich Kongo gab es nun nicht mehr, jedoch bestand das Königshaus danach weiter, einigen Quellen nach bis zum Tode von Dona Isabel Maria da Gama 1975, der Witwe des letzten Kongokönigs D. António III., anderen Quellen nach bis heute.
Danach kam der Kongo zunehmend unter niederländischen und britischen Einfluss. 1866 zogen die letzten Portugiesen ab, gleichwohl erfolgten in der zweiten Hälfte des 19. Jh. einige portugiesische Forschungsreisen. Mit der Kongokonferenz 1885 wurde der Kongo dann Belgische Kolonie, die benachbarten Gebiete Cabinda und Angola blieben portugiesisch.

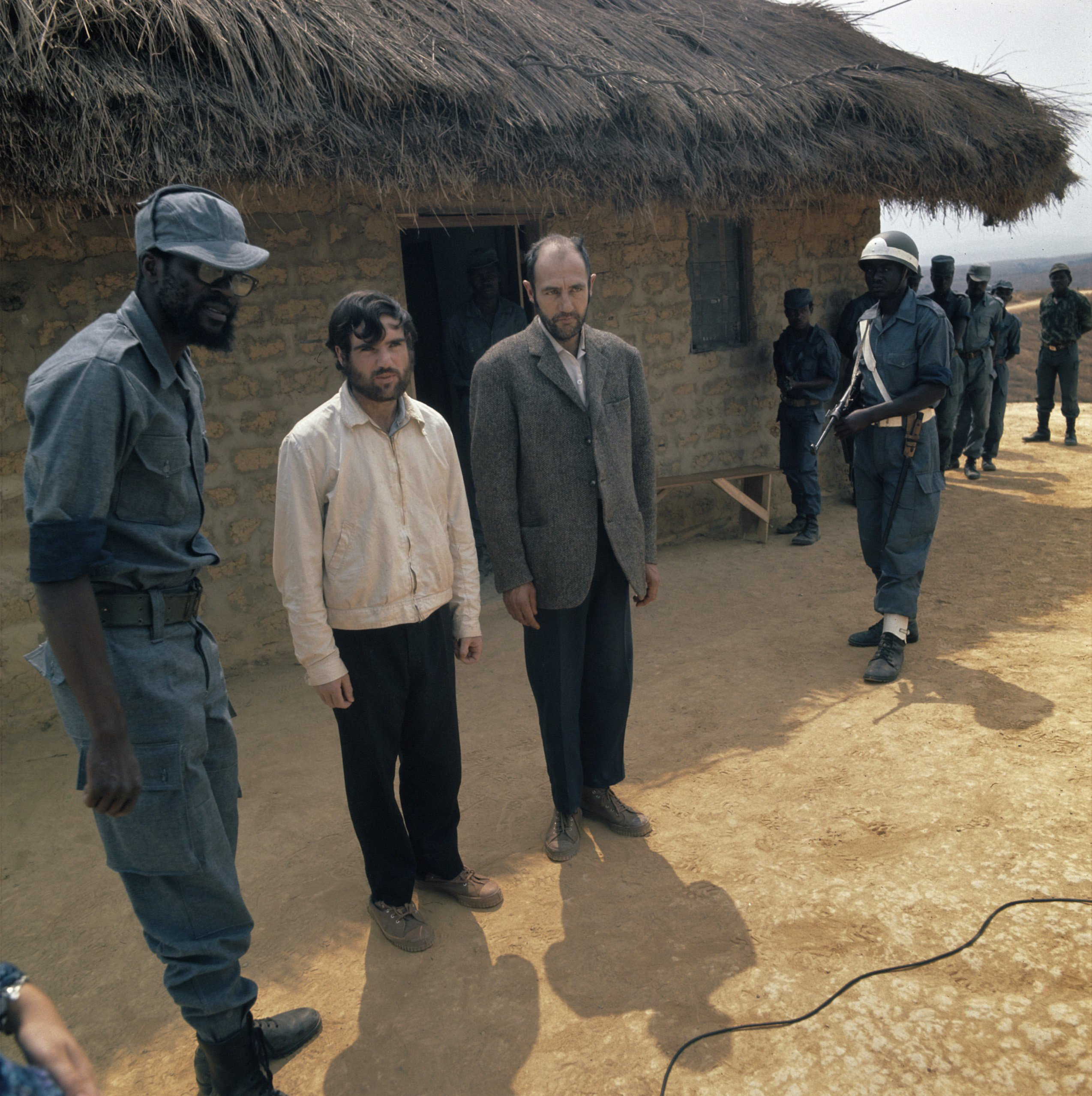
Portugiesische Gefangene des Militärs Zaires (1973): portugiesischer Geheimdienst und irreguläre Einheiten, aber auch portugiesische Unterstützer der angolanischen Unabhängigkeit operierten im Portugiesischen Kolonialkrieg im benachbarten Angola auch bis ins Staatsgebiet Zaires hinein, wo insbesondere die Unabhängigkeitsbewegung FNLA ihre Operationsbasen unterhielten.

### Seit 1900
Die DR Kongo wurde am 30. Juni 1960 unabhängig. Am 7. Juli 1960 akkreditierte sich António Aniceto Siqueira Freire als erster Botschafter des kolonialen Portugals unter Diktator Salazar in der kongolesischen Hauptstadt Leopoldville (seit 1966 Kinshasa). Freire leitete zuvor das portugiesische Generalkonsulat in Kinshasa, das nun zur Botschaft erhoben wurde. In der folgenden Kongo-Krise spielten neben belgischen Sicherheitskräften, US-amerikanischer Einflussnahme und südafrikanische Interessen auch die Aktivitäten der Kolonialverwaltung Angolas und der portugiesischen Siedlergruppen in der Nordhälfte Angolas eine Rolle, die alle einen grundsätzlich antikommunistischen und einen weißen Siedlern gegenüber freundlichen Kongo wünschten. Es folgte die Machtübernahme des vom Westen unterstützten Mobutu und die Ermordung des Ministerpräsidenten Lumumba unter Mithilfe der CIA.
Ab 1961 war in den portugiesischen Überseeprovinzen Angola und Cabinda der Portugiesische Kolonialkrieg ausgebrochen. Die wichtigste angolanische Unabhängigkeitsbewegung war anfangs die FNLA, die zunächst die Neuerschaffung des Königreiches Kongo anstrebte und von Holden Roberto angeführt wurde, der aus M’banza Kongo, der alten Hauptstadt des Königreichs Kongo stammte. Die FNLA hatte ihren Sitz in Leopoldville und bekämpfte von kongolesischen Basen aus die portugiesischen Truppen in Angola. In dem Zusammenhang führten portugiesische Geheimdienstler und inoffizielle Einheiten auch geheime Operationen bis auf kongolesisches Staatsgebiet durch. Es kämpften aber auch Portugiesen für ein unabhängiges Angola in den Unabhängigkeitsbewegungen, teils ebenfalls vom Kongo aus.
1971 nannte Mobuto sein Land in Zaire um und stabilisierte es unter seiner antikommunistischen diktatorischen Führung, die u. a. auf einem Einparteiensystem und einem Personenkult um ihn beruhte.

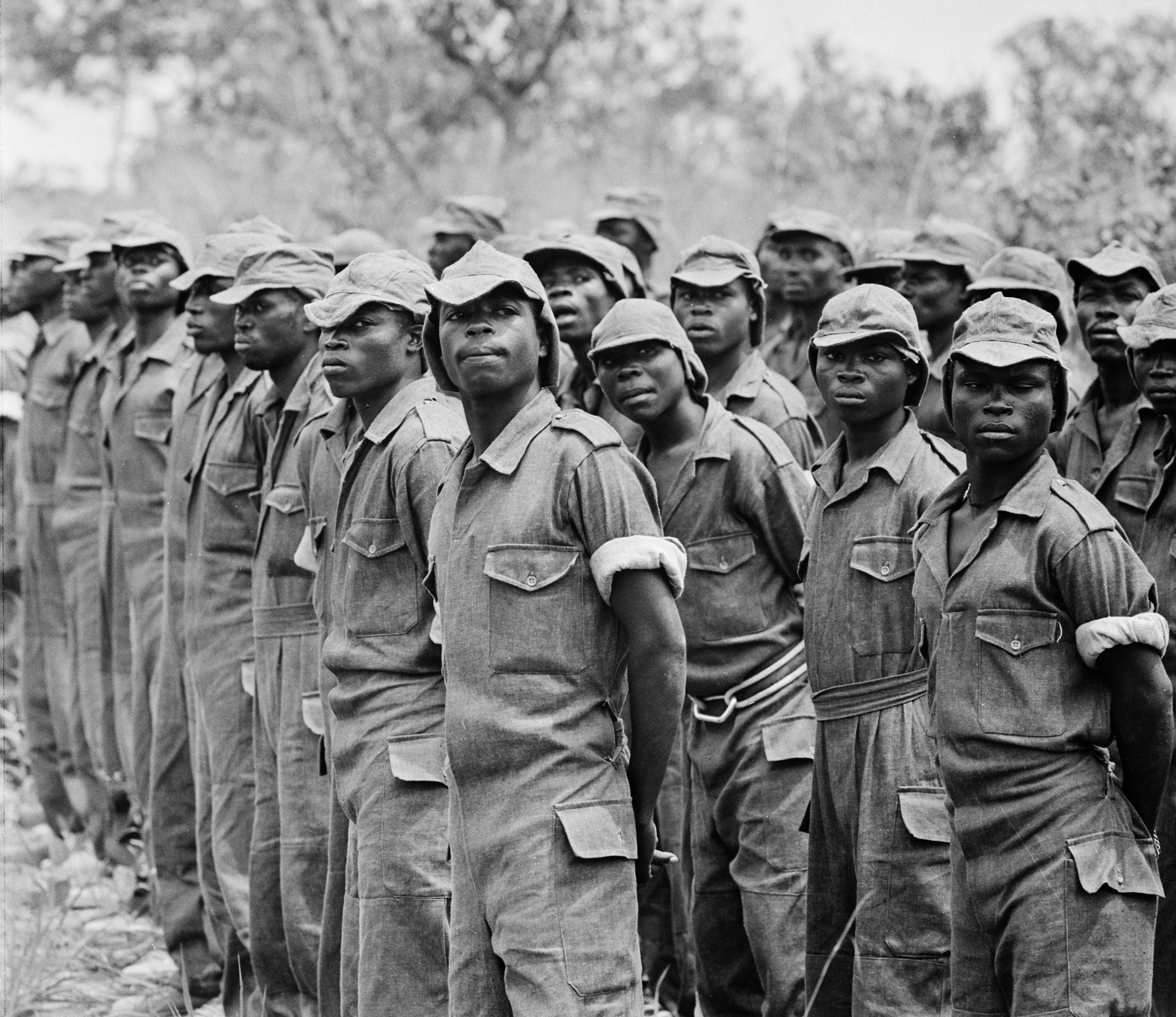
Einheit der FNLA in Zaire (1973): die angolanische Unabhängigkeitsbewegung agierte von Zaire aus gegen Portugals Truppen in der portugiesischen Kolonie Angola und danach gegen die MPLA-Regierung in Angola

Die linksgerichtete Nelkenrevolution 1974 beendete das rechte kolonialistische Estado Novo-Regime in Portugal. In der Folge endete der Kolonialkrieg und Angola wurde 1975 unabhängig. Die kommunistische MPLA errichtete ein kommunistisches Einparteiensystem in Angola und es brach der Bürgerkrieg in Angola aus. Von Zaire aus operierten dabei vor allem FNLA-Regierungsgegner, aber auch Söldner, darunter auch Portugiesen, häufig ehemalige Kämpfer des Kolonialkriegs.
Seit den 1980er und 1990er Jahren näherten sich Portugal und Zaire stärker an, insbesondere wirtschaftlich. 1989 schlossen beide Staaten ein allgemeines Kooperationsabkommen, dem ein Jahr später ein spezifisches Abkommen zur Kooperation in Wirtschaft, Wissenschaft und Technik folgte. 1994 war Zaire zudem Ausgangsbasis für die Hilfsaktionen auch portugiesischer Hilfsorganisationen, die nach Bekanntwerden des Völkermords in Ruanda dort und in den Flüchtlingscamps im Osten Zaires tätig wurden.
2002 endete der Bürgerkrieg in Angola, das sich nun stabilisierte, während Zaire, das seit dem Machtwechsel 1997 wieder Demokratische Republik Kongo heißt, nun immer weiter in die Krise geriet (Erster Kongokrieg 1996–1997, Zweiter Kongokrieg  1998–2003, Dritter Kongokrieg 2006–2008). Die kongolesisch-portugiesischen Beziehungen nahmen mit der zunehmenden Instabilität der DR Kongo ab, insbesondere seit 2006. Parallel waren nun Portugiesen mit internationalen Hilfsorganisationen in die DR Kongo gekommen, auch portugiesische Hilfsorganisationen wie die AMI wurden hier aktiv. Die AMI wurde 1984 von Fernando Nobre gegründet, einem portugiesischen Arzt, der ab 1964 in der DR Kongo aufgewachsen war und seit 1977 als Arzt für die Ärzte ohne Grenzen tätig wurde, bevor er 1984 die AMI ins Leben rief. Nobre beschreibt seine schrecklichen Erfahrungen einer neuen Dimension der Brutalität bei den damaligen AMI-Einsätzen in Ruanda und Ost-Kongo als tiefen Einschnitt.
Die anhaltenden Unruhen in der DR Kongo mit ihren häufigen Gewaltausbrüchen und Übergriffen sind seither auch in Portugal häufig Gegenstand der Berichterstattung, teils auch anhand von Erlebnisberichten von dort lebenden und arbeitenden Portugiesen. Sie bestimmen seither maßgeblich das Bild der DR Kongo auch in Portugal.
Für Aufsehen sorgte der mit einer Portugiesin verheiratete kongolesische Politiker und Unternehmer Jean-Pierre Bemba, als er 2007, nach seiner erfolglosen Kandidatur in den Präsidentschaftswahlen 2006 und den folgenden inneren Unruhen, nach Portugal zur ärztlichen Behandlung ausreiste und zunächst nicht mehr zurückkehrte, auch nach Ablauf des gewährten 60-tägigen Visums nicht, und auch kein politisches Asyl beantragte. In Zusammenhang mit seiner Rolle als privater Armeeführer wurde er mit internationalem Haftbefehl gesucht und 2008 vor dem Internationalen Strafgerichtshof angeklagt. Bei seinem Freispruch 2018 kam der Fall erneut in die Medien.

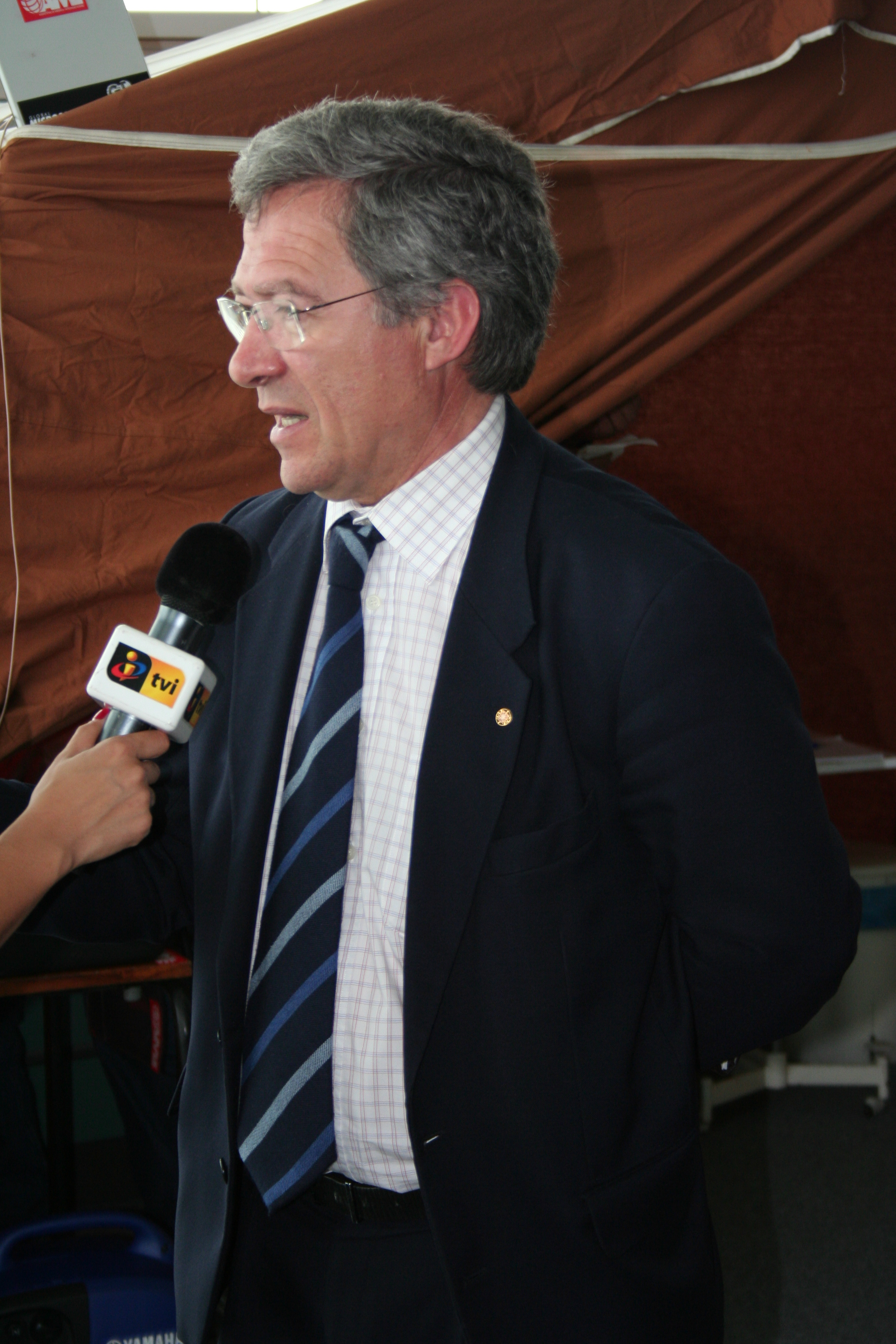
Fernando Nobre (2008): der Gründer der AMI wuchs teilweise in der DR Kongo auf, seine Familie gehörte dort zur portugiesischen Gemeinde.

## Migration
Bereits seit Beginn der kongolesisch-portugiesischen Beziehungen im 16. Jahrhundert zogen Personen in unterschiedlicher Funktion ins jeweils andere Land. Mit Zunahme der portugiesischen Einwanderung in die portugiesischen Kolonien Angola und Cabinda im 20. Jahrhundert gingen vereinzelt auch einige ins benachbarte Belgisch-Kongo, verstärkt ab seiner Unabhängigkeit 1960 und dem ausbrechenden Kolonialkrieg in Angola ab 1961, mit einigen weiteren Zuzügen nach der Unabhängigkeit 1975 und dem folgenden Bürgerkrieg in Angola. Einige bekannte Persönlichkeiten stammen aus der portugiesischen Gemeinde in der DR Kongo, etwa der Arzt und portugiesische Präsidentschaftskandidat Fernando Nobre, die Sängerin Marie Myriam oder der portugiesische Fußballnationalspieler José Bosingwa.
Im Verlauf der inneren Krise der DR Kongo seit den 2000er Jahren nahm die Zahl der Portugiesen dort ab, insbesondere seit den anhaltenden Unruhen nach der Präsidentschaftswahl 2006. Waren im Jahr 2011 noch 1000 Portugiesen konsularisch in der DR Kongo registriert, so war es 2019 nur noch einer. 2017 war die portugiesische Botschaft in Kinshasa noch von etwa 700 Portugiesen im Land ausgegangen, mit der größten Gemeinde in Kinshasa (ca. 570), gefolgt von etwa 100 in Lubumbashi und kleineren Gruppen v. a. in Kisangani und Kananga.
Im Jahr 2019 waren 243 Staatsbürger der DR Kongo in Portugal gemeldet, davon mit 131 die meisten in Lissabon und Umland. Dazu kommt eine unbekannte Anzahl Kongolesen, die dank portugiesischer Abstammung eingebürgert wurden. Die portugiesischen Fußballnationalspieler Ariza Makukula und Jucie Lupeta gehören zu den bekanntesten Beispielen.

## Diplomatie
Die Demokratische Republik Kongo führt eine eigene Botschaft in der portugiesischen Hauptstadt Lissabon und dazu ein Honorarkonsulat in Vila Real de Santo António, an der Algarveküste.
Portugal unterhält seinerseits eine eigene Botschaft in der kongolesischen Hauptstadt Kinshasa. Zusätzliche Konsulate unterhält Portugal dort aktuell nicht (Stand 2020).

## Wirtschaft

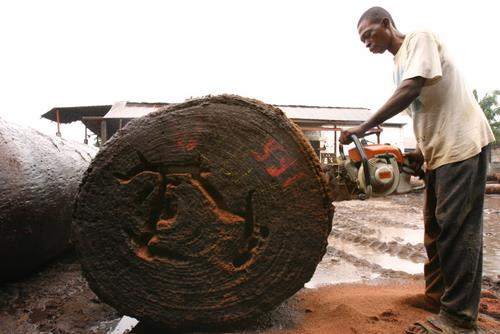
Geschlagener Baum wird in Kinshasa zersägt (2004): Holz ist das wichtigste Exportgut aus der DR Kongo nach Portugal, von wo Kühl- und Leuchtgeräte und Metallkonstruktionen als wichtigste Einzelexportgüter in die DR Kongo gehen.

Das Handelsvolumen zwischen der DR Kongo und Portugal belief sich im Jahr 2016 auf 8,440 Mio. Euro (2015: 18,288 Mio.; 2014: 19,873 Mio.; 2013: 17,819 Mio.; 2012: 19,495 Mio.), meist mit einem Handelsbilanzüberschuss zu Gunsten Portugals. 113 portugiesische Unternehmen waren dabei im Handel mit der Republik Kongo tätig.
2016 importierte die DR Kongo Waren im Wert von 3,895 Mio. Euro aus Portugal (2015: 10,817 Mio.; 2014: 14,667 Mio.; 2013: 12,331 Mio.; 2012: 14,317 Mio.), darunter 25,3 % Maschinen und Geräte, 17,7 % Metall, 17,5 % Minerale und Erze, 10,4 % Lebensmittel, 10,0 % landwirtschaftliche Erzeugnisse und 4,9 % chemisch-pharmazeutische Produkte.
Portugal führte gleichzeitig aus der DR Kongo Waren im Wert von 4,545 Mio. Euro ein (2015: 7,471 Mio.; 2014: 5,206 Mio.; 2013: 5,488 Mio.; 2012: 5,178 Mio.), davon mit 92,3 % ganz überwiegend Holz, daneben 5,8 % landwirtschaftliche Erzeugnisse und 1,8 % Metall.
Damit stand die DR Kongo im portugiesischen Außenhandel an 138. Stelle als Abnehmer und an 111. Stelle als Lieferant, während Portugal im Außenhandel der DR Kongo damit an 23. Stelle als Abnehmer und an 36. Stelle als Lieferant stand.
Die portugiesische Außenhandelskammer AICEP unterhält eine eigene Niederlassung in der kongolesischen Hauptstadt Kinshasa.

## Kultur
Das portugiesische Kulturinstitut Instituto Camões ist seit einem Abkommen mit der Universität Kinshasa 2015 in der DR Kongo präsent und unterhält dort u. a. ein Sprachzentrum und Lektorate an der Uni Kinshasa.
Musik aus der DR Kongo ist vor allem unter portugiesischen Weltmusikfreunden vergleichsweise bekannt, und Musiker von dort sind regelmäßig auch in Portugal zu Gast, etwa beim FMM Festival das Musicas do Mundo, dem wichtigsten Weltmusikfestival in Portugal. Beispielsweise traten 2012 dort mehrere kongolesische Musiker auf, im Vorjahr war dort das Congotronics-Projekt zu Gast, 2010 spielten Staff Benda Bilili dort, 2009 waren die Kasaï Allstars und 2008 war Lokua Kanza dort.

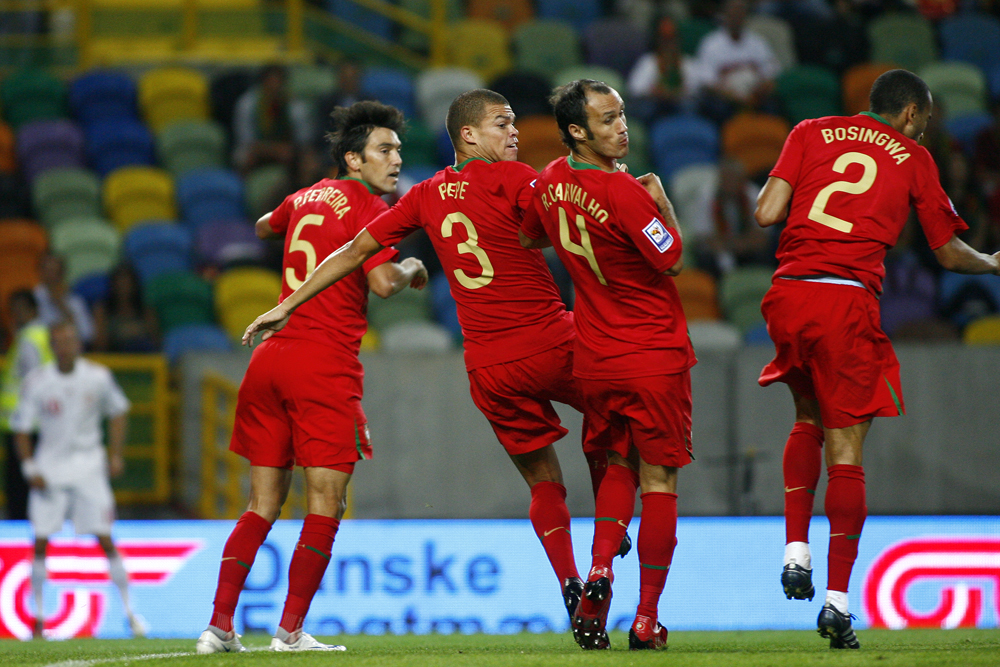
Szene aus dem WM-Qualifikationsspiel Portugal-Dänemark 2008: der portugiesische Nationalspieler José Bosingwa (ganz rechts) wurde in Zaire geboren, der heutigen DR Kongo.

Der portugiesische Schriftsteller António de Sousa wurde 1957 in der heutigen DR Kongo geboren, als Sohn eines Kongolesen und einer Portugiesin.

## Sport
Die Fußballnationalmannschaft der Demokratischen Republik Kongo und die Portugiesische Nationalelf der Männer sind bisher noch nicht aufeinander getroffen, auch die Frauen-Nationalmannschaft der Republik Kongo und die Portugiesische Frauen-Nationalelf nicht (Stand Ende 2020).
Die portugiesischen Nationalspieler Jucie Lupeta und Ariza Makukula sind kongolesischer Abstammung.
Gelegentlich treten Spieler aus der DR Kongo auch für portugiesische Vereine an, darunter Nationalspieler wie Yannick Bolasie, der 2019/20 für Sporting Lissabon spielte, Chancel Mbemba, der 2018 beim FC Porto unterschrieb, Samuel Essende, der 2023/24 das Trikot des FC Vizela anzog, oder Aaron Tshibola, der 2020 für Desportivo Aves auflief. Gabriel Mutombo spielte 2022 eine Saison bei UD Vilafranquense, Dylan Batubinsika stand von 2021 bis 2023 beim FC Famalicão unter Vertrag.
Der portugiesische Nationalspieler José Bosingwa da Silva ist in der DR Kongo geboren und wuchs später in Portugal auf, dem Heimatland seines Vaters. In den 1990er Jahren begann er als Jugendspieler von Boavista Porto seine Karriere und wurde mit dem FC Porto später mehrmals Portugiesischer Meister und 2004 Weltpokalsieger.
Der angolanisch-portugiesische Spieler Carlos Alberto Fernandes wurde ebenfalls in der heutigen DR Kongo geboren und wuchs dann später ebenfalls weiter in Portugal auf, wo er bei verschiedenen Vereinen wirkte.